# Tomás Pichardo Espaillat
Tomás Pichardo Espaillat (Santo Domingo, 2 de marzo de 1987) es un director dominicano especializado en el cine de animación y videoarte más conocido por su largometraje animado “Olivia & Las Nubes” (2024).

## Carrera

### Primeros trabajos
En el 2008, se graduó de grado técnico de la carrera de Bellas Artes de Altos de Chavón y luego terminó sus estudios de grado en Parsons, The New School for Design, en el 2010. Entre el 2011 y 2013 creó varios videos de música y cortometrajes animados, que lo llevaron a ser aceptado en Fabrica, el prestigioso centro de investigación visual del Grupo Benetton, en Treviso, Italia.
En el 2015, realiza su primera exhibición individual "Niños Héroes" en la galería Fabrica Features, en Lisboa, Portugal. Luego de regresar a Santo Domingo, comienza a realizar proyectos de animación para TED-Ed y The School of Life. Algunos de estos cortometrajes fueron proyectados en diferentes festivales, entre ellos Annecy Film Festival (Francia), Raindance Film Festival (Londres), Festival Nuevo Cine Latinoamericano (Cuba) y Pictoplasma Film Festival (Berlín), entre otros. 
En el 2016, realiza una exhibición a dupla con el artista plástico dominicano Luisito Nazario en el Centro de la Imagen de Santo Domingo. Iniciando una relación profesional con el Centro y con su fundadora, Mayra Johnson. Siendo también ganador del segundo lugar en el Premio Joven de la Imagen en el 2017 y el segundo lugar en el Salón Bienal en el 2019, ambos eventos organizados por el Centro del Imagen.
En el 2021, gana el premio a mejor cortometraje hispano de animación del Festival Libélula Dorada (Santo Domingo, República Dominicana). En el 2022, su cortometraje sobre las Hermanas Mirabal, queda como finalista en los Premios Quirino (Tenerife, España) y se presenta una retrospectiva de su trabajo hasta la fecha, en el marco del “Fireworks” del Lago Film Fest (Treviso, Italia)

### Olivia & Las Nubes
En el 2014 comienza a desarrollar su primer largometraje animado, “Olivia & Las Nubes”. Proyecto que resulta ganador del fondo de desarrollo de Ibermedia 2019, el fondo de producción para largometraje de ficción y animación FONPROCINE 2019 de la DGCINE. Y participaciones en laboratorios de formación en Animation! de Ventana Sur 2019 (Buenos Aires, Argentina), el Berlinale Talents 2023 (Berlín, Alemania) y Talents Guadalajara 2023 (Guadalajara México).
La película tuvo su estreno mundial en el 77º Festival Internacional de Cine de Locarno el 15 de agosto de 2024, compitiendo en la categoría de Concorso Cineasti del Presente. Antes de su estreno, Miyu Distribution adquirió los derechos de distribución de la película. También compitió en el 68º BFI Festival de Cine de Londres, el 2025 Festival Internacional de Cine de Animación de Annecy y el 40º Festival Internacional de Cine en Guadalajara.